# Pallavolo ai XII Giochi centramericani e caraibici
La pallavolo ai XII Giochi centramericani e caraibici si è disputata durante la XII edizione dei Giochi centramericani e caraibici, che si è svolta a Santo Domingo, nella Repubblica Dominicana, nel 1974.

## Podi
| Evento                         | Oro  | Argento | Bronzo          |
| Pallavolo maschile (dettagli)  | Cuba | Messico | Rep. Dominicana |
| Pallavolo femminile (dettagli) | Cuba | Messico | Rep. Dominicana |